# Виломовський Едвард
Е́двард Виломо́вський (справжнє ім'я Іді Шорр; *1898,Станиславів — †1928,Станиславів) — польський перекладач єврейського походження. Популяризатор творчості Тараса Шевченка. 

## Життєпис
Народився у Станиславові в родині шевця. Під час Першої світової війни був мобілізований до австрійської армії, де познайомився зі своїм земляком, учителем Олександром Феданком (пізніше організатором Солотвинського історико-краєзнавчого народного музею). 
Закінчив Станиславівську польську гімназію, але через брак коштів не зміг продовжити навчання в університеті. Заробляв на прожиття приватним учителюванням.
Під впливом Олександра Феданка зацікавився українською літературою. Захоплювався творами Тараса Шевченка, багато з них знав напам'ять. Переклав поему «Наймичка» та балади «Тополя» і «Утоплена», що вийшли в 1925 році окремою збіркою «Три поеми» у Станиславівському видавництві «Українська бібліотека». У передмові видання було надруковано уривок з листа Едварда Виломовського, в якому автор писав: «Я хотів би, щоб ці твори прийняла громадськість з такою сердечністю, з якою я переклав їх». 
Злиденне життя підкосило здоров’я Едварда Виломовського, який захворів на сухоти і передчасно пішов з життя. Похований у Станиславові.